# Filibuster
Filibuster är en amerikansk politisk term som betecknar en fördröjningstaktik av beslutsprocessen inom en beslutande församling. Termen kom först i bruk i USA:s senat där reglerna tillåter en eller flera senatorer att hålla anföranden oavbrutet så länge de fysiskt förmår, oavsett ämne, och kan följaktligen fördröja eller förhindra ett lagförslag även om det finns majoritetsstöd för detta. Termen kan härledas tillbaka till 1851 och den så kallade filibusterpolitiken, som förespråkade slavekonomins bevarande och utbredning, under tiden före amerikanska inbördeskriget. Företeelsen har förekommit åtminstone sedan romersk tid.
Begreppet användes även för fribytare, eller äventyrare, som utan statlig auktorisering kunde härja och till och med starta krig i andra länder. Flera exempel finns i de små länderna i Centralamerika där USA-filibustrar härjade under 1800-talet. Ofta finansierades de av mäktiga intressen i USA för att bekämpa konkurrenter på främmande mark. Berömd är till exempel legosoldaten William Walker som en tid styrde Nicaragua, innan han 1860 tillfångatogs och avrättades i Honduras.

## I Romerska republiken
Sedan republikens införande kunde senatorernas (som mest 900 till antalet) rätt att hålla obegränsade anföranden, utnyttjas till att förhindra en omröstning (diem consumere), då reglerna fordrade att en session avslutades vid mörkrets inbrott. Denna möjlighet utnyttjades vid två tillfällen av Cato d.y. mot två av Julius Caesars lagförslag; ett 60 f.Kr. som skulle ha tillåtit honom att anmäla sin kandidatur till konsul i sin frånvaro (vilket stoppades, och tvingade Caesar att avstå ett triumftåg för att istället inställa sig personligen) och en större jordreform följande år, sedan Caesar valts till konsul (vilken senare kunde genomdrivas i comitia tributa genom direkt folkomröstning).

## I USA:s senat
I USA:s senat kan en eller flera senatorer som företräder den sida som är i numerärt underläge enligt Standing Rules of the Senate förlänga debatten genom extremt långdragna anföranden. Detta i syfte att fördröja eller helt förhindra en omröstning. Det enda sättet att stoppa filibustern är om tre femtedelar av senaten åberopar så kallad cloture, vilket är en tvångsavslutning av debatten, vilket införts på senare år. Den längsta filibustern genomfördes av senator Strom Thurmond mot 1957 års Civil Rights Act och varade (med undantag för en kort paus under vilken en ny senator blev insvuren) i 24 timmar och 17 minuter, under vilka Thurmond inte lämnade talarstolen (lagförslaget drevs senare igenom). Sju år senare genomförde ett antal sydstatsdemokrater, bland andra Robert Byrd och Albert Gore, Sr., en 83 dagar lång filibuster mot 1964 års mer berömda Civil Rights Act, vilken också genomdrevs så snart en omröstning kommit till stånd.
Nedan följer en tabell över de tio längsta filibustrarna i USA:s senat sedan 1900.
|    | Senator               | Datum (började)   | Timmar och minuter |
| -- | --------------------- | ----------------- | ------------------ |
| 1  | Strom Thurmond        | 28 augusti 1957   | 24:18              |
| 2  | Al D'Amato            | 17 oktober 1986   | 23:30              |
| 3  | Wayne Morse           | 24 april 1953     | 22:26              |
| 4  | Ted Cruz              | 24 september 2013 | 21:18              |
| 5  | Robert M. La Follette | 29 maj 1908       | 18:23              |
| 6  | William Proxmire      | 28 september 1981 | 16:12              |
| 7  | Huey Long             | 12 juni 1935      | 15:30              |
| 8  | Jeff Merkley          | 4 april 2017      | 15:28              |
| 9  | Al D'Amato            | 5 oktober 1992    | 15:14              |
| 10 | Chris Murphy          | 15 juni 2016      | 14:50              |

## Begreppets ursprung
Ordet filibuster kommer troligtvis från spanska filibustero = pirat och termen kom av det franska ordet flibustier som i sin tur kom från det nederländska ordet vrijbuiter det vill säga fribytare.

## I populärkultur

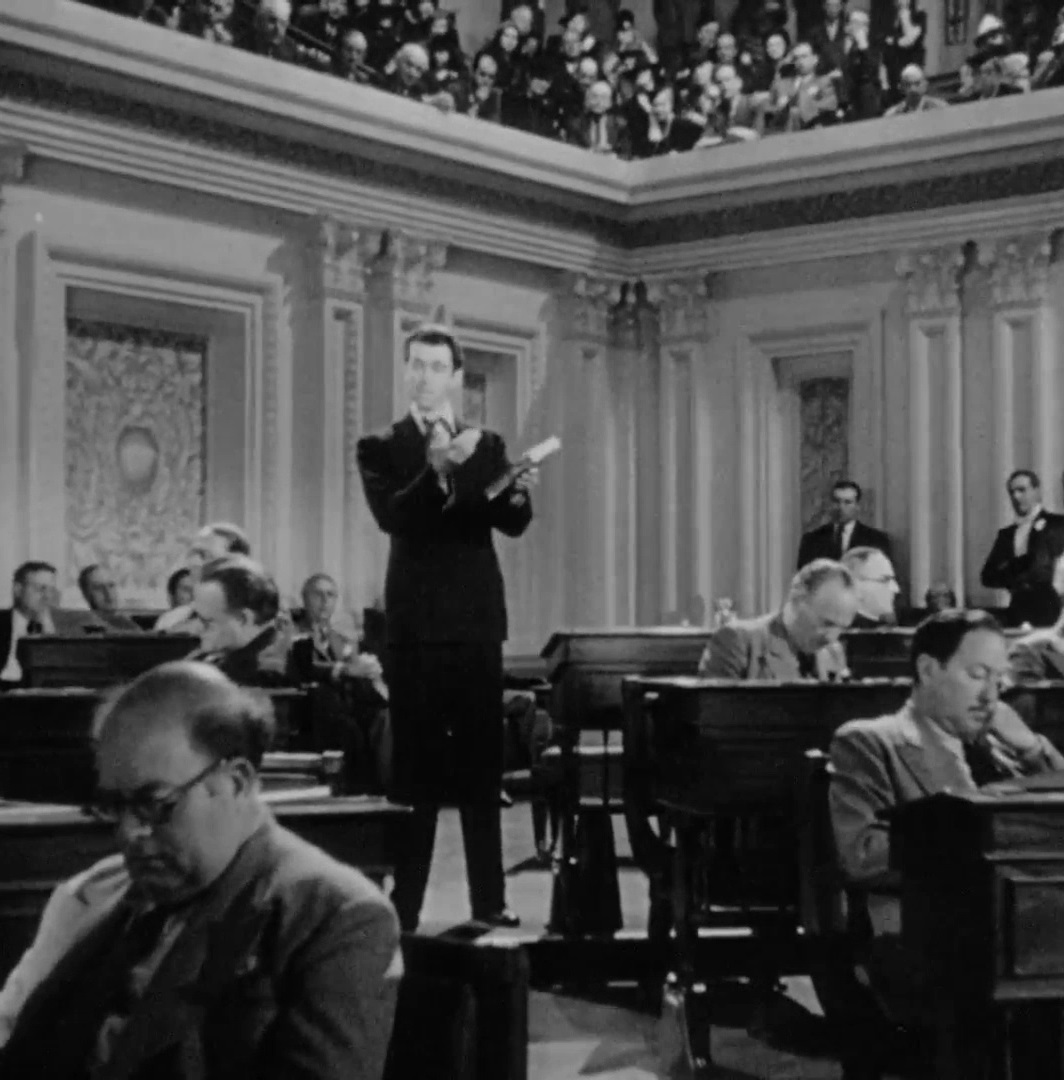
James Stewart i Mr. Smith i Washington

I spelfilmen Mr. Smith i Washington i regi av Frank Capra från 1939 håller huvudrollsfiguren spelad av James Stewart ett filibusteranförande i filmens klimax. Den amerikanska TV-komediserien Parks and Recreation innehåller relativt frekventa filibusteranföranden genom seriens gång. Ett filibusteranförande äger också rum i säsong två av TV-serien Vita huset där senatorn under många timmar läser högt ur en receptbok.